# Piedimulera
Piedimulera este o comună din provincia Verbano-Cusio-Ossola, Italia. În 2011 avea o populație de 1.562 de locuitori.

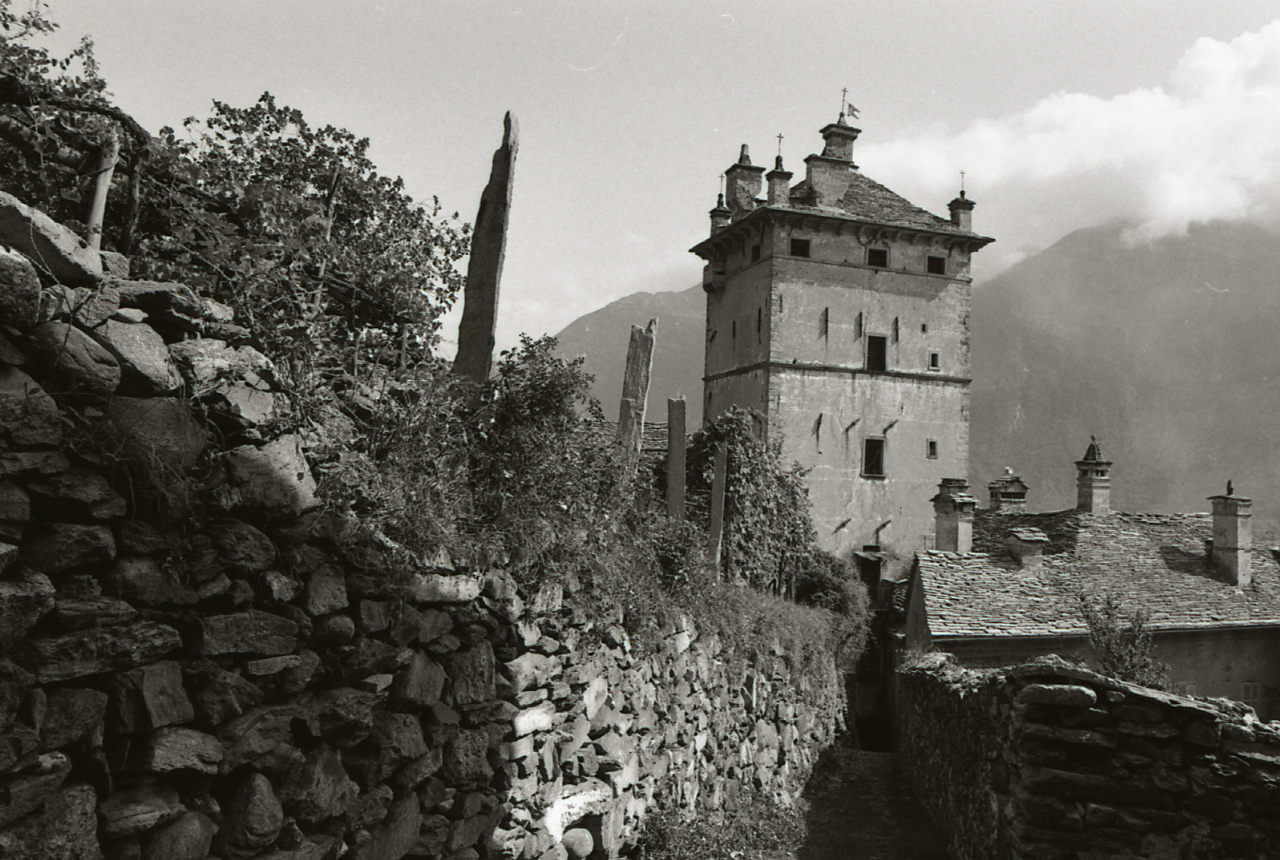
Piedimulera, 1982

## Demografie
Piedimulera - evoluția demografică

|  | Graficele sunt indisponibile din cauza unor probleme tehnice. Mai multe informații se găsesc la Phabricator și la wiki-ul MediaWiki. |

Date: Recensăminte sau birourile de statistică - grafică realizată de Wikipedia